# Joseph Burroughs
Joseph Burroughs (1er janvier 1685 - 23 novembre 1761) est un pasteur baptiste anglais.

## Biographie
Il est né à Londres, le 1er janvier 1685, de parents aisés, fils d'Humphreys Burroughs. Il fait ses études avec le Rév. John Kerr (un élève de Thomas Doolittle (en)), à Highgate, où il est camarade de classe avec John Ward, et à l'université de Leyde. En 1714, il reçoit un appel pour être co-pasteur avec Richard Allen au Barbican. Il décline l'appel au pastorat, mais s'engage à être prédicateur, et à la mort d'Allen il devient pasteur. Il est ordonné prêtre le 1er mai 1717. John Gale, puis le célèbre James Foster, deviennent ses collègues. Ses vues sur le baptême des croyants sont suffisamment strictes pour le placer dans le groupe de la communion intime ; mais ses sentiments généraux ne sont pas ceux d'un homme étroit et permet à l'unitarien Emlyn d'occuper sa chaire.
Ses études à l'étranger lui ont donné la facilité de parler et de prêcher en français ; et en 1734, il prêche en latin aux ministres des trois confessions lors de leur réunion annuelle à la bibliothèque du Dr Williams, puis à Redcross Street. Ce discours est imprimé dans son volume de sermons. Il meurt le 23 novembre 1761.

## Travaux
- Sermon occasionné par une éclipse totale de soleil, 22 avril (1715).
- Sermon funéraire pour le Rév. John Gale (1722).
- Sermon à l'ordination des diacres (1730).
- Sermons prêchés devant les Sociétés pour la réforme des mœurs (1731).
- Sermon sur la doctrine papiste de la confession auriculaire et de l'absolution plénière (1735).
- Une vue de la papauté tirée du Credo du Pape Pie IV (1735).
- Sermons (1741).
- Deux discours relatifs aux institutions positives (1742).
- Une défense de la dernière pièce (1743).
- Sermon funéraire pour le Rév. John Weatherly (1752).
- Sermon funéraire pour le Rév. Isaac Kimber (1755).

Il édite également les sermons posthumes de Joseph Morris, ministre baptiste à Glasshouse Yard, avec une préface, en 1753.